# Gloria Pérez Bravo
Gloria Pérez Bravo (conocida como La Negra Johnson, ? - Montevideo, junio de 1996) fue una actriz, bailarina y vedette de carnaval uruguaya, de origen venezolano.

## Biografía
Se formó en un ballet en Venezuela. Tuvo una pensión en Uruguay, donde llegó a vivir Rosa Luna. En 1948, fue la primera vedette de comparsas en el Desfile de llamadas y personalidad del carnaval uruguayo de origen afrovenezolano que desfilaba delante de los tamborileros. Formó parte de la comparsa Añoranzas Negras.
La Negra Johnson fue amiga e impulsora de que Julio Sosa participara del carnaval uruguayo.
En 2007 se realizó un homenaje póstumo.